# Lato w Baden-Baden
Lato w Baden-Baden (rus. Лето в Бадене) – powieść autorstwa rosyjskiego pisarza Leonida Cypkina. Książka została napisana do szuflady w latach 1977-1981, na emigracji ukazała się po rosyjsku tuż przed śmiercią autora w 1982 r. Przekład angielski ukazał się w 2001 r., a polski (w tłumaczeniu Roberta Papieskiego) – w 2015 r.